# Discografie van Dropkick Murphys
| Discografie van Dropkick Murphys | Discografie van Dropkick Murphys |
| -------------------------------- | -------------------------------- |
| Studioalbums                     | 12                               |
| Livealbums                       | 3                                |
| Verzamelalbums                   | 3                                |
| Ep's                             | 8                                |
| Splitalbums                      | 10                               |
| Videoalbums                      | 1                                |
| Singles                          | 30                               |

De discografie van Dropkick Murphys, een rockband uit de Verenigde Staten die hoofdzakelijk celtic punk speelt, bestaat uit twaalf studioalbums, drie livealbums, drie verzamelalbums, acht ep's, tien splitalbums, een videoalbum en 30 singles. Ook heeft de band 35 videoclips gemaakt.
Dropkick Murphys werd opgericht in 1996. De eerste uitgave van de band kwam tevens dit jaar uit en het debuutalbum werd uitgebracht in januari 1998. De eerste helft van diens carrière stond de band onder contract bij het Californische punklabel Hellcat Records. Later heeft de band zelf een platenlabel opgericht genaamd Born & Bred Records, waar vervolgens de albums onder uitgebracht zouden worden.

## Studioalbums
| Studioalbum met eventuele hitnotering(en) in de Nederlandse Album Top 100 | Label               | Formaat | Datum van verschijnen | Datum van binnenkomst | Hoogste positie | Aantal weken |
| ------------------------------------------------------------------------- | ------------------- | ------- | --------------------- | --------------------- | --------------- | ------------ |
| Do or Die                                                                 | Hellcat Records     | cd, lp  | 27-01-1998            | -                     | -               | -            |
| The Gang's All Here                                                       | Hellcat Records     | cd, lp  | 09-03-1999            | -                     | -               | -            |
| Sing Loud, Sing Proud!                                                    | Hellcat Records     | cd, lp  | 06-02-2001            | 08-06-2002            | 64              | 2            |
| Blackout                                                                  | Hellcat Records     | cd, lp  | 10-06-2003            | 21-06-2003            | 64              | 6            |
| The Warrior's Code                                                        | Hellcat Records     | cd, lp  | 21-06-2005            | 25-06-2005            | 76              | 4            |
| The Meanest of Times                                                      | Born & Bred Records | cd, lp  | 18-09-2007            | 29-09-2007            | 76              | 1            |
| Going Out in Style                                                        | Born & Bred Records | cd, lp  | 01-03-2011            | 05-03-2011            | 50              | 2            |
| Signed and Sealed in Blood                                                | Born & Bred Records | cd, lp  | 08-01-2013            | 12-01-2013            | 65              | 2            |
| 11 Short Stories of Pain & Glory                                          | Born & Bred Records | cd, lp  | 06-01-2017            | 14-01-2017            | 36              | 1            |
| Turn Up That Dial                                                         | Born & Bred Records | cd, lp  | 30-04-2021            | 08-05-2021            | 51              | 1            |
| This Machine Still Kills Fascists                                         | Born & Bred Records | cd, lp  | 30-09-2022            | -                     | -               | -            |
| Okemah Rising                                                             | Born & Bred Records | cd, lp  | 12-05-2023            | -                     | -               | -            |

### Met hitnoteringen in de Vlaamse Ultratop 200 Albums
| Studioalbum met hitnotering(en) in de Vlaamse Ultratop 200 Albums | Datum van binnenkomst | Hoogste positie | Aantal weken |
| ----------------------------------------------------------------- | --------------------- | --------------- | ------------ |
| The Warrior's Code                                                | 02-07-2005            | 59              | 5            |
| The Meanest of Times                                              | 06-10-2007            | 92              | 2            |
| Going Out in Style                                                | 12-03-2011            | 45              | 6            |
| Signed and Sealed in Blood                                        | 12-01-2013            | 30              | 31           |
| 11 Short Stories of Pain & Glory                                  | 14-01-2017            | 22              | 10           |
| Turn Up That Dial                                                 | 08-05-2021            | 44              | 2            |
| This Machine Still Kills Fascists                                 | 08-10-2022            | 77              | 1            |

## Livealbums
| Livealbum met eventuele hitnotering(en) in de Nederlandse Album Top 100 | Label               | Formaat | Datum van verschijnen | Datum van binnenkomst | Hoogste positie | Aantal weken |
| ----------------------------------------------------------------------- | ------------------- | ------- | --------------------- | --------------------- | --------------- | ------------ |
| Live on St. Patrick's Day from Boston, MA                               | Hellcat Records     | cd, lp  | 10-09-2002            | 21-09-2002            | 56              | 4            |
| Live on Lansdowne, Boston MA                                            | Hellcat Records     | cd, lp  | 16-03-2010            | -                     | -               | -            |
| Live at Fenway Park                                                     | Born & Bred Records | lp      | 08-05-2012            | -                     | -               | -            |

### Met hitnoteringen in de Vlaamse Ultratop 200 Albums
| Livealbum met hitnotering(en) in de Vlaamse Ultratop 200 Albums | Datum van binnenkomst | Hoogste positie | Aantal weken |
| --------------------------------------------------------------- | --------------------- | --------------- | ------------ |
| Live on St. Patrick's Day from Boston, MA                       | 28-09-2002            | 43              | 4            |
| Live on Lansdowne, Boston MA                                    | 27-03-2010            | 89              | 2            |

## Verzamelalbums
| Titel                                    | Jaar | Label             | Formaat |
| ---------------------------------------- | ---- | ----------------- | ------- |
| The Early Years: Underpaid & Out of Tune | 1998 | Sidekicks Records | cd, lp  |
| The Singles Collection, Volume 1         | 2000 | Hellcat Records   | cd, lp  |
| Singles Collection, Volume 2             | 2003 | Hellcat Records   | cd, lp  |

## Extended plays
| Titel                           | Jaar | Label               | Formaat        |
| ------------------------------- | ---- | ------------------- | -------------- |
| Boys on the Docks               | 1997 | Cyclone Records     | cd             |
| Tattoos and Scally Caps         | 1997 | GMM Records         | 7-inch         |
| Fire and Brimstone              | 1997 | Cyclone Records     | 7-inch         |
| Curse of a Fallen Soul          | 1998 | TKO Records         | 7-inch, cd     |
| A Stout Irish Sampler           | 2001 | Hellcat Records     | cd             |
| Blackout                        | 2003 | Hellcat Records     | 10-inch        |
| Tessie                          | 2004 | Hellcat Records     | cd, lp         |
| Rose Tattoo: For Boston Charity | 2013 | Born & Bred Records | muziekdownload |

## Splitalbums
| Titel                                                 | Jaar | Label               | Formaat | Met                                          |
| ----------------------------------------------------- | ---- | ------------------- | ------- | -------------------------------------------- |
| Dropkick Murphys/Ducky Boys                           | 1996 | Flat Records        | 7-inch  | The Ducky Boys                               |
| TKO Records Presents: The 1998 Street Punk Title Bout | 1997 | TKO Records         | 7-inch  | Anti-Heros                                   |
| The Bruisers/Dropkick Murphys                         | 1997 | Pogostick Records   | 7-inch  | The Bruisers                                 |
| German Lager vs. Irish Stout                          | 1998 | Flat Records        | 7-inch  | Oxymoron                                     |
| Mob Mentality                                         | 1999 | Taang! Records      | 7-inch  | The Business                                 |
| Unity                                                 | 1999 | Flat Records        | 7-inch  | Agnostic Front                               |
| This is the East Coast! ...Not La!                    | 2000 | Epitaph Records     | 10-inch | H2O                                          |
| Back on the Streets                                   | 2000 | TKO Records         | 10-inch | A Poor Excuse, Slang en Tom and the Bootboys |
| Face to Face vs. Dropkick Murphys                     | 2002 | Vagrant Records     | cd      | Face to Face                                 |
| Fat City Presents...One for the Ages!                 | 2003 | Combat Zone Records | 7-inch  | The Vandals                                  |

## Videoalbums
| Titel                                 | Jaar | Label           | Formaat |
| ------------------------------------- | ---- | --------------- | ------- |
| On the Road with the Dropkick Murphys | 2004 | Hellcat Records | dvd     |

## Singles
| Titel                                                      | Jaar | Label                  | Formaat        | Album                            |
| ---------------------------------------------------------- | ---- | ---------------------- | -------------- | -------------------------------- |
| "10 Years of Service"                                      | 1999 | Hellcat Records        | cd             | The Gang's All Here              |
| "Live on a Five"                                           | 2000 | Headache Records       | 5-inch         | (geen)                           |
| "Good Rats/The Wild Rover"                                 | 2000 | Hellcat Records        | cd             | Sing Loud, Sing Proud!           |
| "The Wild Rover"                                           | 2002 | Hellcat Records        | cd             | Sing Loud, Sing Proud!           |
| "Back to the Hub"                                          | 2003 | Bacon Sandwich Records | 7-inch         | (geen)                           |
| "Time to Go"                                               | 2003 | Hellcat Records        | cd             | Blackout                         |
| "Walk Away"                                                | 2003 | Hellcat Records        | 7-inch, cd     | Blackout                         |
| "The Dirty Glass"                                          | 2003 | Hellcat Records        | cd             | Blackout                         |
| "Fields of Athenry"                                        | 2004 | Hellcat Records        | 7-inch, cd     | Blackout                         |
| "Sunshine Highway"                                         | 2005 | Hellcat Records        | cd             | The Warrior's Code               |
| "The Warrior's Code"                                       | 2005 | Hellcat Records        | 7-inch         | The Warrior's Code               |
| "I'm Shipping Up to Boston"                                | 2006 | Hellcat Records        | cd             | The Warrior's Code               |
| "The State of Massachusetts"                               | 2008 | Born & Bred Records    | cd             | The Meanest of Times             |
| "Surrender"                                                | 2008 | Born & Bred Records    | cd             | The Meanest of Times             |
| "Johnny I Hardly Knew Ya"                                  | 2008 | Born & Bred Records    | muziekdownload | The Meanest of Times             |
| "Flannigan's Ball"                                         | 2011 | Born & Bred Records    | cd             | The Meanest of Times             |
| "Going Out in Style"                                       | 2011 | Born & Bred Records    | cd             | Going Out in Style               |
| "Memorial Day"                                             | 2011 | Born & Bred Records    | cd             | Going Out in Style               |
| "Sunday Hardcore Matinee"                                  | 2012 | Bridge 9 Records       | 7-inch         | Live at Fenway                   |
| "Rose Tattoo"                                              | 2012 | Born & Bred Records    | 7-inch, cd     | Signed and Sealed in Blood       |
| "The Season's Upon Us"                                     | 2012 | Born & Bred Records    | cd             | Signed and Sealed in Blood       |
| "The Boys Are Back"                                        | 2012 | Born & Bred Records    | cd             | Signed and Sealed in Blood       |
| "You'll Never Walk Alone"                                  | 2016 | Born & Bred Records    | 7-inch         | 11 Short Stories of Pain & Glory |
| "Blood"                                                    | 2016 | Born & Bred Records    | cd             | 11 Short Stories of Pain & Glory |
| "Paying My Way"                                            | 2016 | Born & Bred Records    | cd             | 11 Short Stories of Pain & Glory |
| "Until the Next Time"                                      | 2017 | Born & Bred Records    | cd             | 11 Short Stories of Pain & Glory |
| "Mick Jones Nicked My Pudding / James Connolly"            | 2020 | Born & Bred Records    | 12-inch        | Turn Up That Dial                |
| "Christmas (Baby Please Come Home) / I Wish You Were Here" | 2020 | eigen beheer           | 7-inch         | Turn Up That Dial                |
| "Smash Shit Up"                                            | 2020 | Born & Bred Records    | 12-inch        | Turn Up That Dial                |
| "Middle Finger"                                            | 2021 | Born & Bred Records    | muziekdownload | Turn Up That Dial                |

### Videoclips
| Titel                              | Jaar | Regisseurs                           |
| ---------------------------------- | ---- | ------------------------------------ |
| "Barroom Hero"                     | 1998 |                                      |
| "10 Years of Service"              | 1999 |                                      |
| "The Gauntlet"                     | 2001 |                                      |
| "The Spicy McHaggis Jig"           | 2001 |                                      |
| "The Wild Rover"                   | 2002 |                                      |
| "Gonna Be a Blackout Tonight"      | 2003 |                                      |
| "Walk Away"                        | 2003 | Zachary Merck                        |
| "Tessie"                           | 2004 |                                      |
| "Sunshine Highway"                 | 2005 | Zachary Merck                        |
| "The Warrior's Code"               | 2005 |                                      |
| "I'm Shipping Up to Boston"        | 2006 | Mark Higgins                         |
| "The State of Massachusetts"       | 2007 | Marc Colucci                         |
| "(F)lannigan's Ball"               | 2007 |                                      |
| "Tomorrow's Industry"              | 2008 |                                      |
| "Johnny, I Hardly Knew Ya"         | 2008 | Mark Higgins                         |
| "I'm Shipping Up to Boston" (live) | 2010 | Torey Champagne                      |
| "Going Out in Style"               | 2011 |                                      |
| "Memorial Day"                     | 2011 | Michael Gill                         |
| "Rose Tattoo"                      | 2012 |                                      |
| "The Season's Upon Us"             | 2012 | Garrett Warren                       |
| "The Boys Are Back"                | 2013 | Mark Higgins                         |
| "Out of Our Heads"                 | 2013 |                                      |
| "Blood"                            | 2016 | Chris Curtis                         |
| "Paying My Way"                    | 2017 |                                      |
| "Until the Next Time"              | 2017 | Gregory Nolan                        |
| "Smash Shit Up"                    | 2020 | Chris Friend , Vision Friend         |
| "Wish Your Where Here"             | 2020 | Dave Stauble, Dave Pino,Tim Dennesen |
| "Middle Finger"                    | 2021 | Kes Glozier                          |
| "Good As Gold"                     | 2021 | Dave Stauble                         |
| "H.B.D.M.F"                        | 2021 | Dave Stauble, Tim Dennesen           |
| "Queen of Suffolk Country"         | 2021 | Mark Higgins                         |
| "L-EE-B-O-Y"                       | 2021 | Adam Murphy, Olly Riley-Smith        |
| "We Shall Overcome"                | 2022 | Shawn Howard                         |
| "Two 6's Upside Down"              | 2022 | Dave Stauble                         |
| "Ten Times More                    | 2022 | Dave Stauble                         |